# Commission électorale nationale d'Éthiopie
La Commission électorale nationale d'Éthiopie est l'organisme chargé d'organiser les élections en Éthiopie. Son bureau est constitué de 9 membres nommés par le Conseil des représentants des peuples en accord avec les partis représentés au conseil sur proposition du premier ministre.